# Powiat de Sztum
Le powiat de Sztum (en polonais : powiat sztumski) est une entité administrative territoriale de la voïvodie de Poméranie en Pologne. Son chef-lieu est la ville de Sztum. Sa population était de 42 585 habitants en 2013. Sa superficie est de 730,85 km2.

## Division administrative

Carte du powiat

Le powiat est constitué de 5 communes (gminy) :
- 2 communes mixtes : Dzierzgoń et Sztum ;
- 3 communes rurales : Mikołajki Pomorskie, Stary Dzierzgoń et Stary Targ.